# Adinandra yaeyamensis
Adinandra yaeyamensis là một loài thực vật có hoa trong họ Pentaphylacaceae. Loài này được Ohwi mô tả khoa học đầu tiên năm 1938.